# Shark (U-Boot, 1961)
Die Shark, auch USS Shark (Kennung: SSN-591), war ein im Februar 1961 in Dienst gestelltes Atom-U-Boot der United States Navy. Sie gehörte der aus sechs Einheiten bestehenden Skipjack-Klasse an und blieb bis September 1990 im aktiven Einsatz. Ab Oktober 1995 erfolgte der Abbruch des Bootes im Rahmen des Ship-Submarine Recycling Program.

## Geschichte
Die Shark wurde im Januar 1957 in Auftrag gegeben und am 24. Februar 1958 in der Werft von Newport News Shipbuilding in Newport News auf Kiel gelegt. Der Stapellauf erfolgte am 16. März 1960, die Indienststellung am 9. Februar 1961 unter Lieutenant Commander John F. Fagan junior. Als zweites U-Boot der United States Navy war es nach der Gattung der Haie benannt.
Am 12. August 1961 begab sich die Shark mit der United States Sixth Fleet als erstes nuklearbetriebenes Unterseeboot ins Mittelmeer, wo es bis November 1961 Übungen durchführte, einen Besuch im Hafen von Piräus machte und die griechische Königsfamilie an Bord empfing. Im Januar 1962 lag das Boot für zweiwöchige Übungen vor den British West Indies, ehe es den Nordatlantik durchquerte und in Europa unter anderem Portsmouth anlief. Von August bis Oktober 1963 befand sich die Shark für Übungseinsätze im Nordatlantik und lief die Marinebasis in Faslane-on-Clyde an. Den Rest des Jahres 1963 verbrachte das Boot mit Übungen in der Karibik.
Im Juni 1964 traf die Shark für Modernisierungsarbeiten in Charleston ein, die genau ein Jahr bis zum Juni 1965 andauerten. Während dieses Werftaufenthalts wurde die Besatzung des Bootes im April 1965 für ihre Verdienste in den vorangegangenen Einsätzen mit der Navy Unit Commendation ausgezeichnet. Nur einen Monat nach Beendigung der Arbeiten musste die Shark wieder in die Werft zurückkehren, nachdem ihr Sauerstoffsystem beschädigt wurde. Ihren ersten Einsatz nach der Modernisierung hatte sie schließlich im Oktober 1965 bei Übungen vor Key West.
In den folgenden Jahren nahm das Boot an weiteren Übungseinsätzen teil, die es unter anderem nach Holy Loch sowie nach Halifax (als erstes Nuklear-U-Boot in einem kanadischen Hafen) führten. Von Juni 1967 bis März 1968 befand es sich zum Nachfüllen der Reaktoren in der Norfolk Naval Shipyard und war anschließend bis zum Jahreswechsel 1970 für Übungen in Küstennähe im Einsatz.
Von Januar 1970 bis August 1971 befand sich die Shark im Trockendock in Norfolk und unternahm anschließend Übungen an der US-amerikanischen Ostküste. Von Mai bis November 1972 gehörte sie erneut der United States Sixth Fleet an. Weitere Werftaufenthalte hatte das Boot von August 1974 bis 1976 sowie von September 1981 bis Mai 1983. Ihre restliche Dienstzeit verbrachte die Shark mit verschiedensten Übungseinsätzen, die es unter anderem erneut mit der United States Sixth Fleet ins Mittelmeer führte. Zudem erfolgten Übungen mit Marinestreitkräften südamerikanischer Länder sowie 1980 mit der Royal Canadian Navy.
Nach fast 30 Dienstjahren wurde die Shark am 15. September 1990 ausgemustert und am selben Tag aus dem Naval Vessel Register gestrichen. Fünf Jahre später erfolgte ab dem 1. Oktober 1995 der Abbruch des Bootes im Rahmen des Ship-Submarine Recycling Program in Bremerton. Die Abwrackarbeiten waren bis zum 28. Juni 1996 abgeschlossen.

## Mediale Rezeption
2001 erschien ein Buch von Patrick Robinson mit dem Titel Tödliche Tiefe – U.S.S. Shark, in dem es unter anderem um eine Meuterei der Besatzung der Shark geht.